# Finanse
Finanse – stosunki ekonomiczne polegające na gromadzeniu, podziale i wydatkowaniu zasobów pieniężnych.

## Opis
W nauce o finansach termin ten definiuje się jako ogół zjawisk pieniężnych będących wynikiem działalności gospodarczej i społecznej prowadzonej przez ludzi. Ponieważ jednak nie wszystkie zjawiska pieniężne można włączyć do pojęcia finansów, a chodzi o pieniądz jako miernik kategorii realnych, to pojęcie finansów obejmuje tylko te zjawiska pieniężne, które są związane z kreacją i ruchem realnie istniejących zasobów pieniężnych lub z zaciąganiem zobowiązań do uruchomienia zasobów pieniężnych w przyszłości.
Teorie finansów stanowią wydzieloną część teorii pieniądza i ich zadanie polega na wyjaśnianiu funkcji pieniądza (stabilizacyjnej, alokacyjnej i redystrybucyjnej) w całym mechanizmie procesów gospodarczych oraz na wyjaśnieniu konstrukcji i funkcjonowania wszystkich kategorii finansowych (np. kredytu, budżetu, podatku, deficytu budżetowego).